# Kletteraffe
Als Kletteraffe bezeichnet man eine Vorrichtung zur Bissanzeige beim
Grundfischen. Kletteraffen gibt es in verschiedenen Ausführungen, Farben
und in verschiedenen Gewichten.
Prinzip:
Die Angelrute wird in zwei Rutenhalter positioniert; zwischen den beiden Rutenhaltern wird der Kletteraffe platziert. Hierbei handelt es sich um eine ca. 20–50 Zentimeter lange Metallstange, auf die ein nach oben und unten bewegliches Gewicht gesteckt wird. Die Angelschnur wird durch dieses Gewicht geführt, so dass bei einem Schnurabzug das Gewicht nach oben gleitet. Ist der obere Punkt erreicht, gibt der Kletteraffe die Schnur automatisch frei. Es handelt sich hierbei um einen rein optischen Bissanzeiger.